# Řeheč
Řeheč je malá vesnice, část obce Úlibice v okrese Jičín. Nachází se asi 1,6 km na jihozápad od Úlibic. Vesnicí protéká Úlibický potok a okrajově tam zasahuje přírodní rezervace Úlibická bažantnice. V roce 2009 zde bylo evidováno 21 adres. V roce 2011 zde trvale žilo 32 obyvatel.
Řeheč je také název katastrálního území o rozloze 1,64 km2.
Řehečtí rodáci pořádají každý rok literární soutěž „Řehečská slepice“, jejíž vyhlášení výsledků probíhá většinou v dubnu v jičínské knihovně.